# Faltbåt

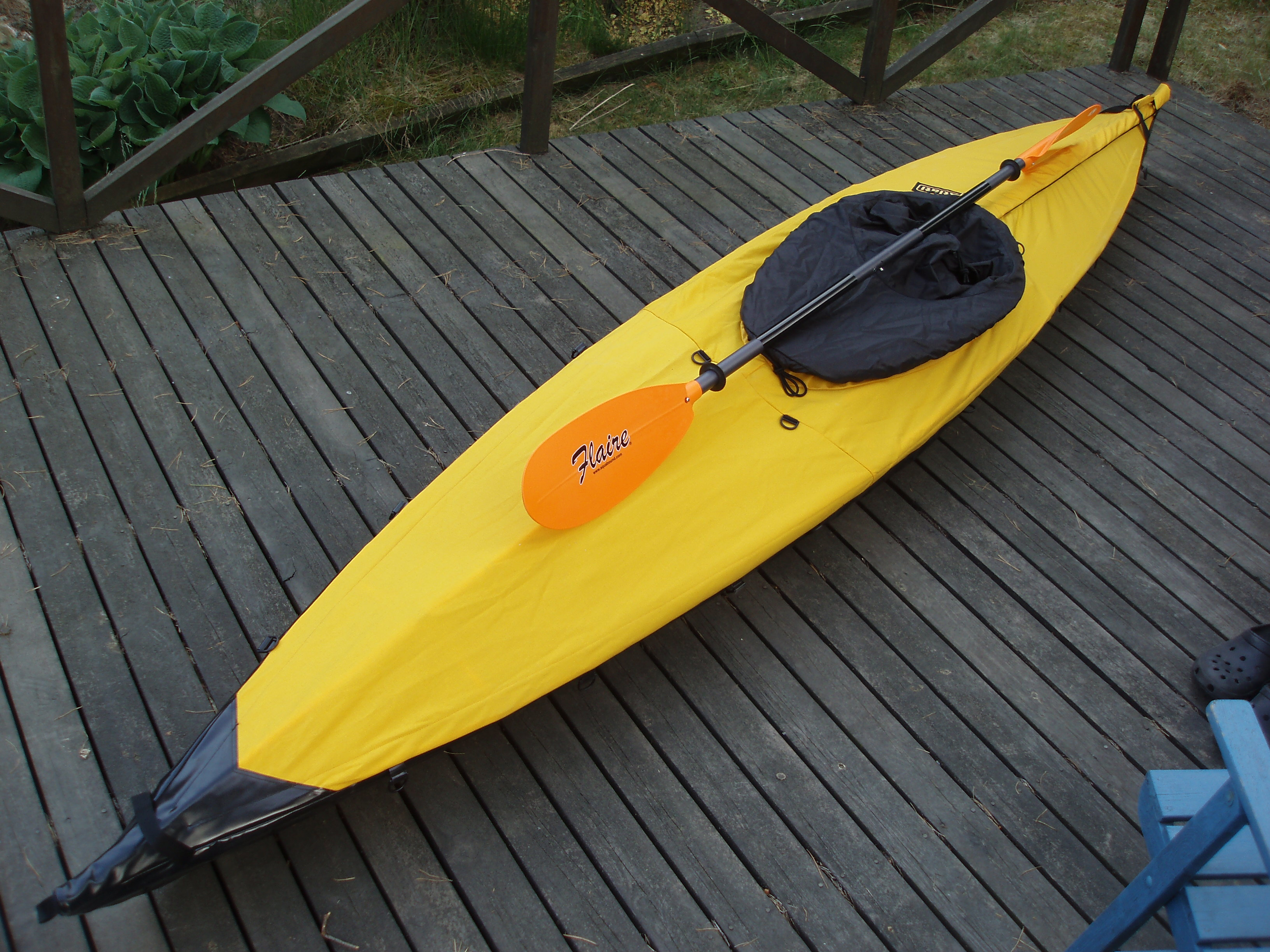
Faltkajak.

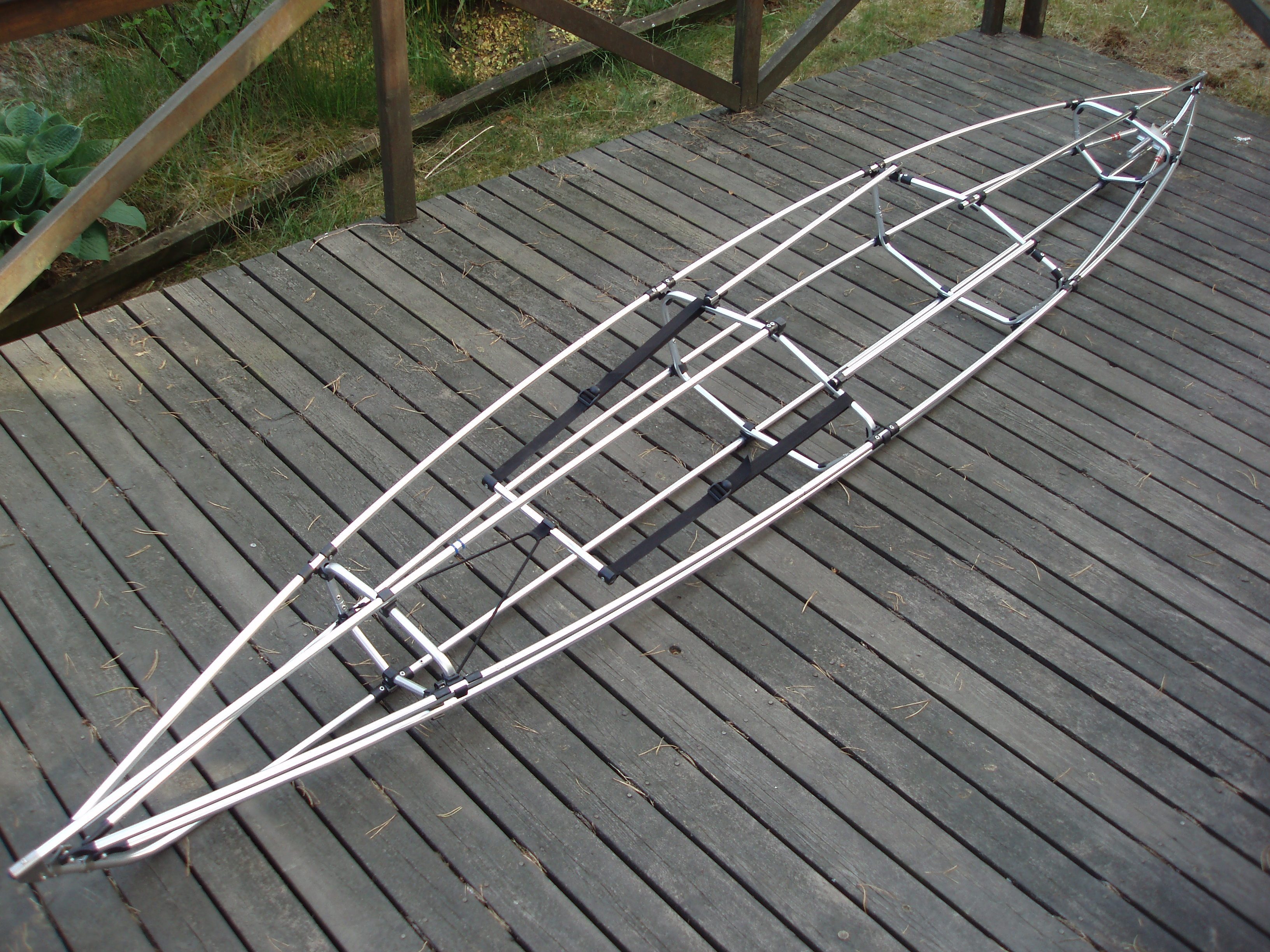
Faltkajak stomme.

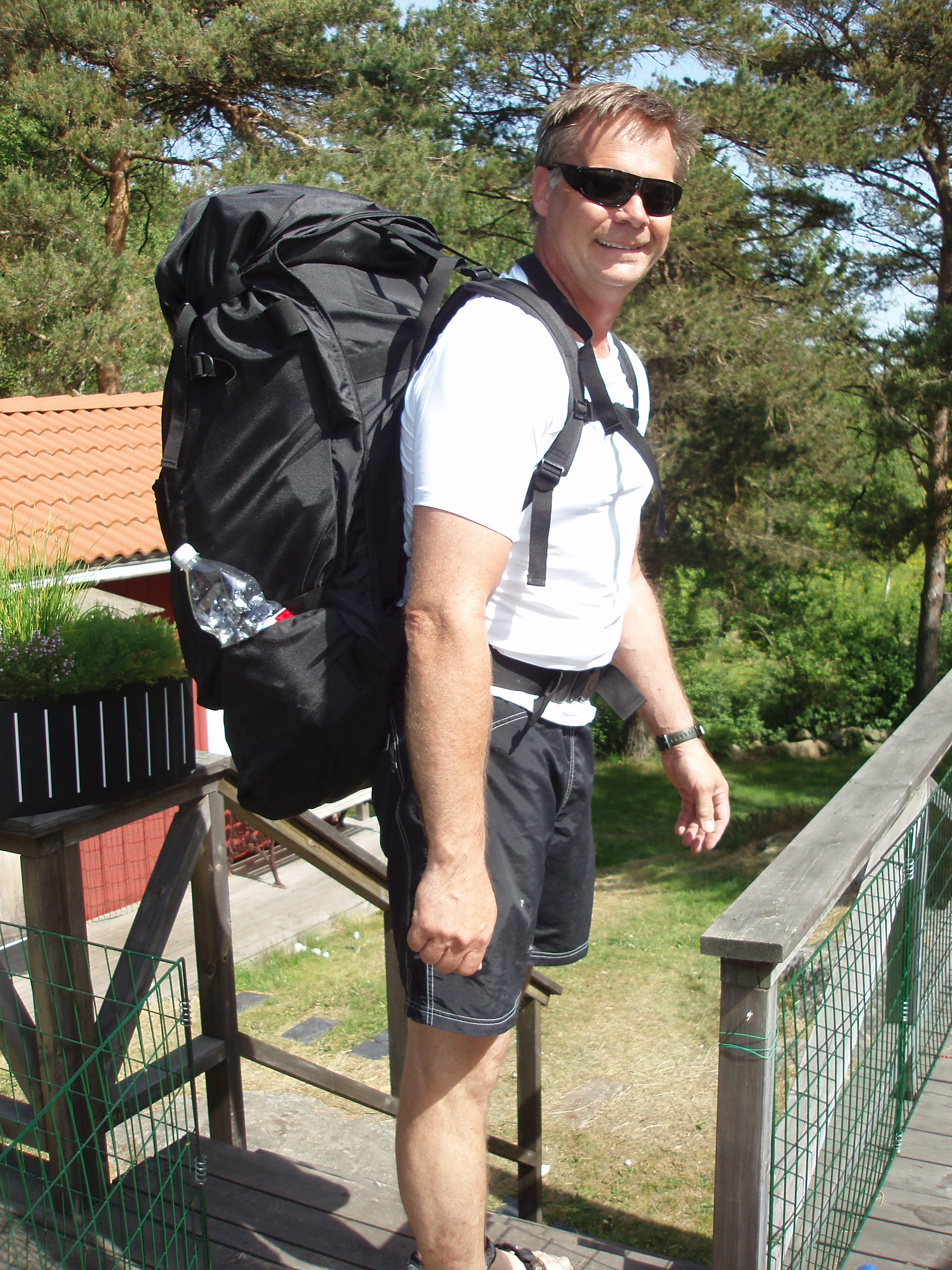
Faltkajak packad i ryggsäck.

Faltbåt eller faltkajak (av tyskans faltboot; falten = vika, jämför faltning): är en hopfällbar kajak konstruerad av en trä-, kolfiber- eller aluminiumstomme som spänner ut ett skinn av bomullsduk, nylon, hypalon eller PVC. Flera modeller har även uppblåsbara pontoner längs sidorna i syfte att förbättra stabiliteten.

## Historik
Hopfällbara båtkonstruktioner har flertusenåriga anor. I nordisk mytologi omnämns Skidbladner. Världens kanske äldsta befintliga faltbåt är den farkost som Andréexpeditionen medförde 1897 och som idag finns utställd på Andréemuseet i Gränna.
Den moderna faltbåtens ursprung finns i de bayerska alperna, där arkitektstudenten Alfred Heurich 1905 patenterade en konstruktion i linduk och bamburör. Patentet köptes av skräddaren Johann Klepper och under åren fram till 1920-talet utvecklades de flesta tekniska lösningarna som används än idag.

## Tillverkare
Bland dagens tiotal tillverkare kan nämnas Klepper och Pouch i Tyskland, Feathercraft och TRAK Kayaks i Kanada, Nautiraid i Frankrike, Folbot och Oru Kayak i USA, Atlatl i Kina, Taimen i Ryssland och Fujita i Japan.

## Särdrag
Faltbåten skapades under en tid när bilen inte var vanlig, utan tåg var det normala färdsättet för längre resor. Men även idag har faltbåtar uppenbara fördelar avseende kanske främst förvaring, men även friheten att kunna ta med sig en båt oavsett om man reser med bil, flyg, tåg eller buss. De lättaste modellerna väger bara cirka 12 kg, vilket innebär att man kan ta den med på cykeltur eller vandring, packad i en ryggsäck.
Paddlingsmässigt skiljer sig en faltbåt en hel del från andra kajaker med styva skrov i glasfiber, polyethylen eller kolfiber. Till skillnad från de senare är en faltbåt följsam i vågor och känns mer "levande".

## OS-resultat
Vid olympiska sommarspelen 1936 i Berlin introducerades kanotsporten på programmet. Här förekom för hittills enda gången OS-tävlingar i faltbåt. Man tävlade i enmans- och tvåmanspaddlingar över 10 000 meter. Svenskarna Sven Johansson och Erik Bladström lyckades slå det favorittippade tyska paret med 0,3 sekunder.

## Militärt bruk
Faltbåtar har sedan andra världskriget använts av många militära förband. I Operation Frankton, en brittisk kommandoräd under Andra världskriget mot tyska fartyg i Bordeaux hamn, Frankrike, december 1942, använde 12 soldater ur Royal Marines Boom Patrol Detachment en liten tvåmans faltkajak, Cockle MK II Canoe. Operationen dramatiserades 1955 i filmen The Cockleshell Heroes.
Under många decennier har Klepper tillverkat tvåmannamodellen Aerius II i en militär specialversion som används av de svenska kustjägarna, brittiska Special Boat Service, amerikanska Navy SEALs och många andra specialförband.